# Saint-Anthony-Fälle

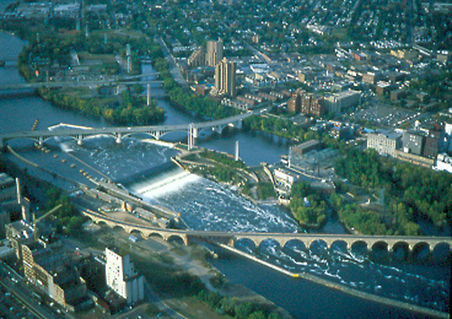
Luftaufnahme der St.-Anthony-Fälle in Minneapolis, Minnesota.

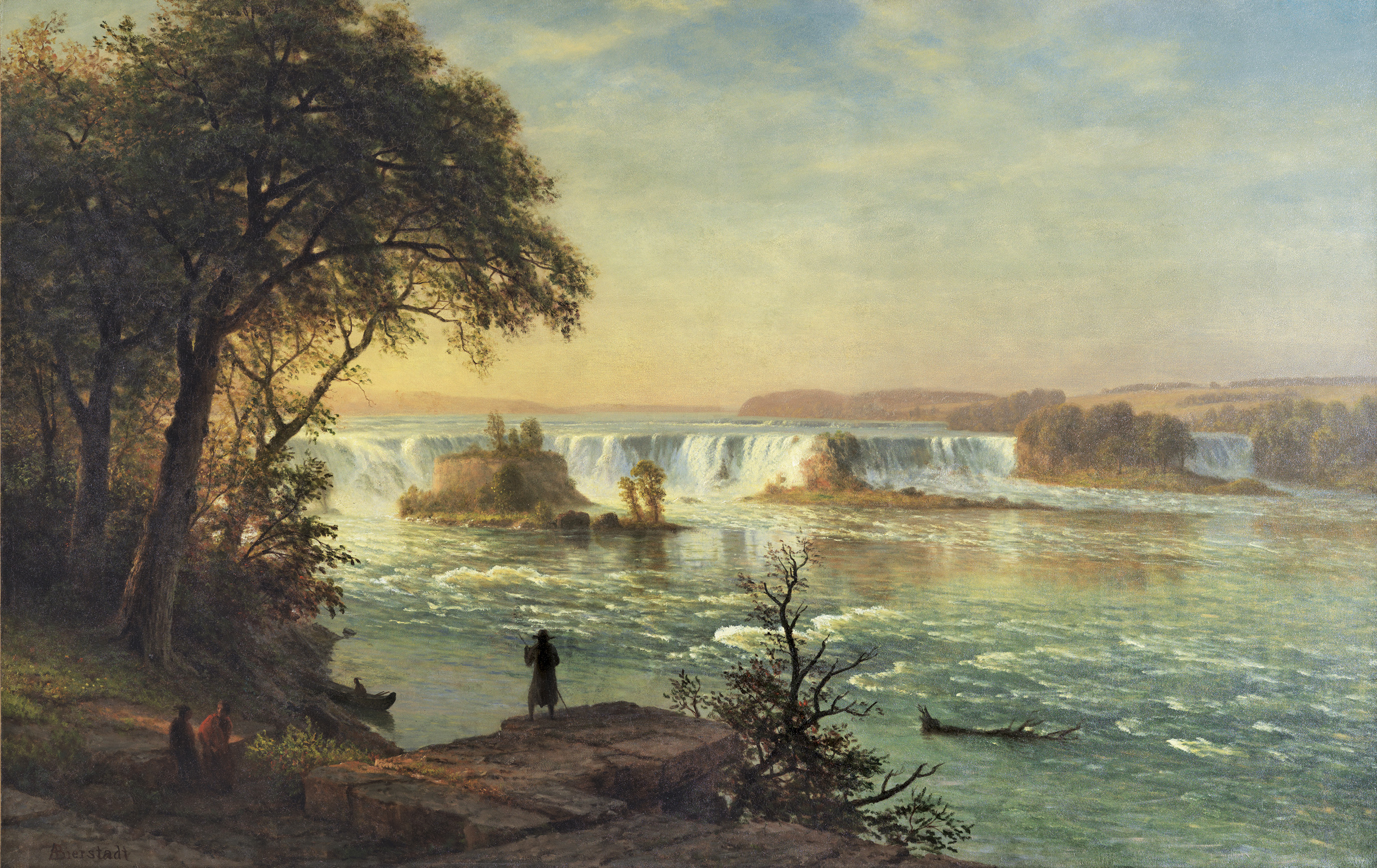
St.-Anthony-Fälle vor 1860 (Gemälde von Albert Bierstadt)

Die Saint-Anthony-Fälle (englisch Saint Anthony Falls oder Falls of Saint Anthony) befinden sich in der Nähe des Stadtzentrums von Minneapolis im US-Bundesstaat Minnesota. Sie waren bis zum Bau eines Wehrs aus Beton, das nach dem teilweisen Einsturz der Fälle 1869 errichtet worden war, neben den kleineren Wasserfällen bei Little Falls (Minnesota), die einzigen Wasserfälle am Oberlauf des Mississippi River. Später, während der 1950er und 1960er Jahre wurde eine Reihe von Staudämmen gebaut, um die Schifffahrt im Abschnitt oberhalb der Wasserfälle zu ermöglichen. Die in der Nachbarschaft der Fälle lebenden indigenen Völker kannten verschiedene Bezeichnungen. Die Anishinabe nannten sie Kakabikah (Gakaabikaa, „Wasserfall über ein Kliff“), die Dakota verwendeten die Begriffe Minirara („sich kräuselndes Wasser“) und Owahmenah („fallendes Wasser“). Die Fälle wurden dem Rest der Welt erstmals im Jahre 1680 bekannt, als der katholische belgische Missionar Louis Hennepin darüber berichtete. Dieser hatte der Weltöffentlichkeit auch die Nachricht über die Existenz der Niagarafälle überbracht. Hennepin benannte die Wasserfälle nach dem Heiligen Antonius von Padua. Spätere Forscher, die die Wasserfälle besuchten und beschrieben, waren beispielsweise Jonathan Carver und Zebulon Montgomery Pike.  Die Wasserfälle und ihre Umgebung wurden 1971 als Saint Anthony Falls Historic District in das National Register of Historic Places aufgenommen.

## Geologie

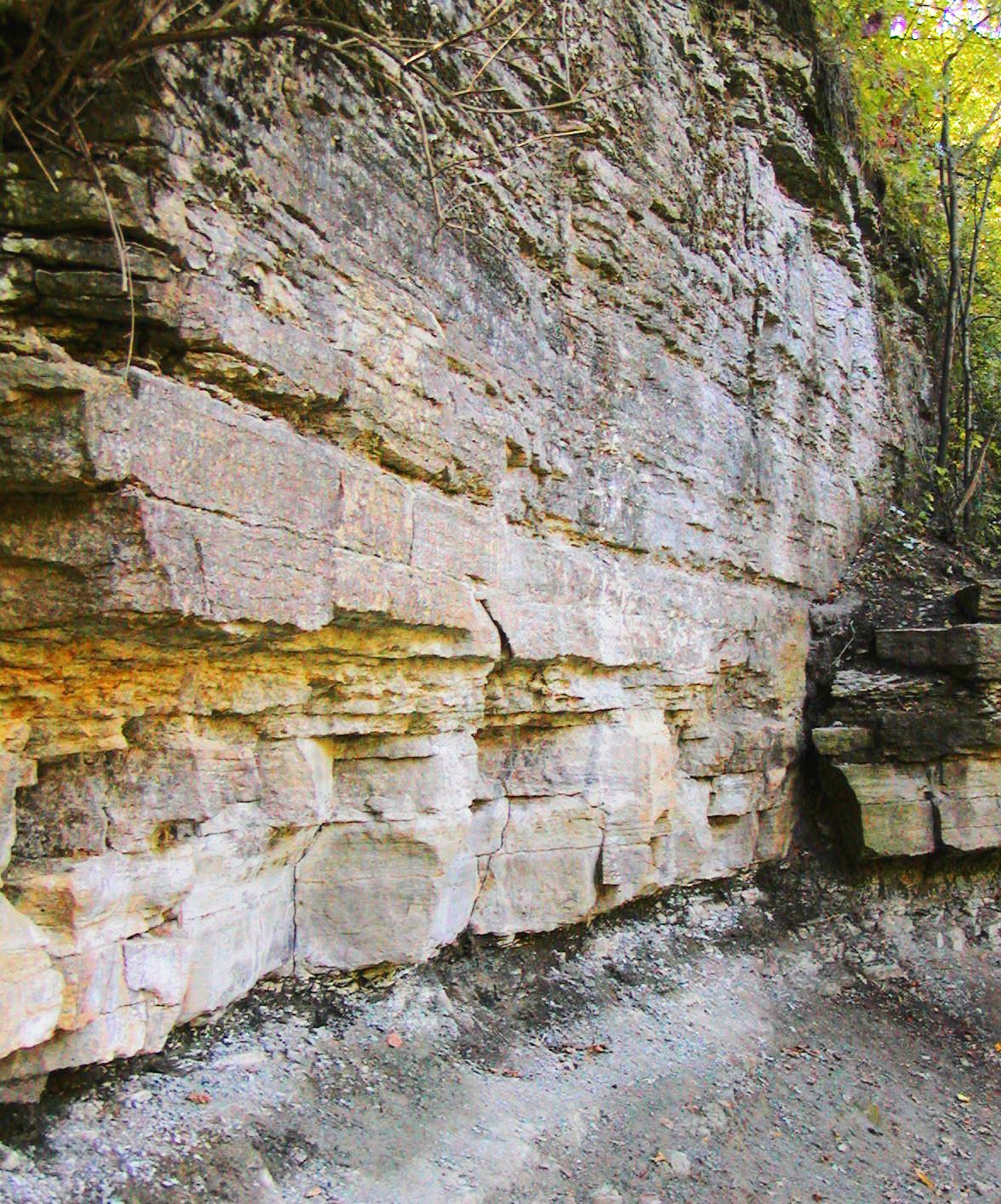
Sandstein unter einer Kalksteinschicht

Die Wasserfälle entstanden vor rund 9800 Jahren rund 12 Kilometer flussabwärts am Zusammenfluss des Mississippi mit dem glazialen River Warren beim heutigen Fort Snelling in der Nähe des Flughafens. Nach Schätzungen von Geologen waren die Fälle zunächst etwa 60 Meter hoch. Seitdem wandern sie durch rückschreitende Erosion der Kalksteinschicht mit einer Geschwindigkeit von etwa 120 cm jährlich flussaufwärts und erreichten ihre heutige Position zu Beginn des 19. Jahrhunderts. Nebenflüsse wie der Minnehaha Creek bildeten ihre eigenen Wasserfälle, nachdem der Wasserfall des Mississippi rückschreitend ihren Mündungspunkt passiert hatte.
Louis Hennepin schätzte die Höhe der Wasserfälle auf 15 bis 18 Meter; spätere Forschungsreisende gaben fünf bis sieben Meter an. Die Differenzen können durch Unterschiede bedingt sein, inwieweit die benachbarten Stromschnellen eingerechnet worden sind. Das gesamte Gefälle dieses Bereichs beträgt, über die Reihe der heutigen Staudämme hinweg, 23 Meter.
Die geologische Formation des Gebietes besteht aus einer harten, dünnen Schicht Kalkstein, die über einer weichen Unterlage aus Sandstein liegt. Diese Schichtung ist das Ergebnis eines ordovizischen Sees, der den mittleren Osten Minnesotas vor etwa 500 Millionen Jahren bedeckt hatte. Das brodelnde Wasser in der Prallzone am Fuße des Wasserfalls hat den Sandstein abgenagt und dabei die harte Deckschicht unterspült, die jeweils in großen Bruchstücken nachgestürzt ist.

## Industrie

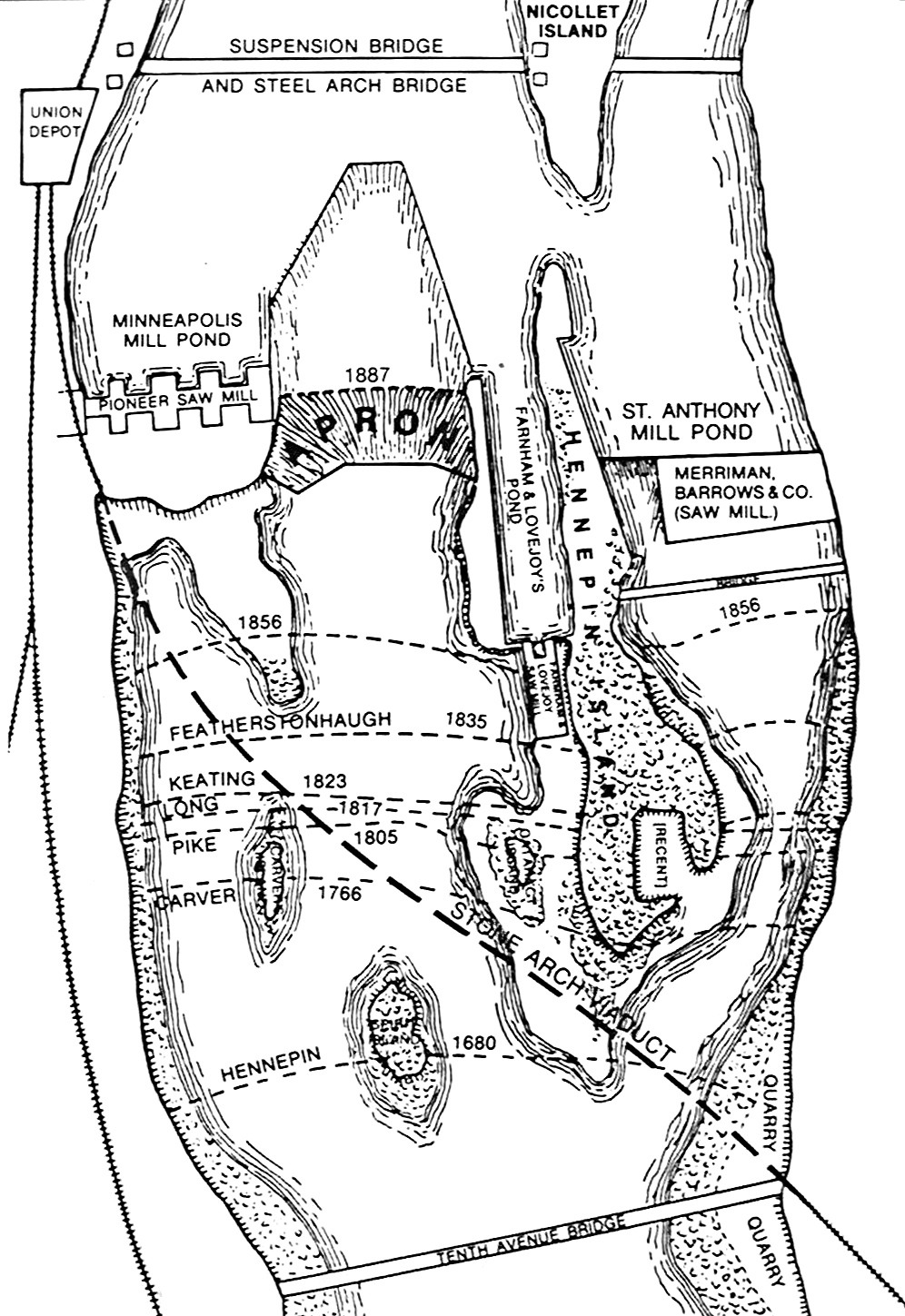
Das Diagramm zeigt das Ausmaß der rückschreitenden Erosion der Fälle zwischen 1680 und 1887.

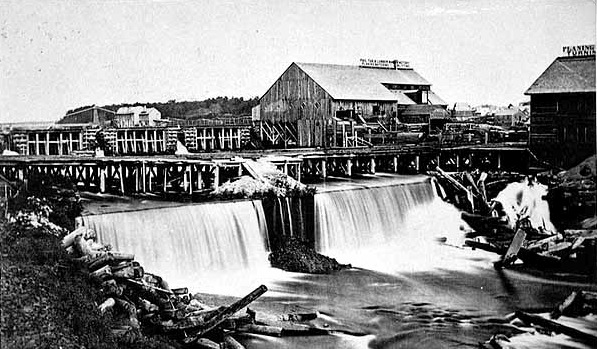
1860

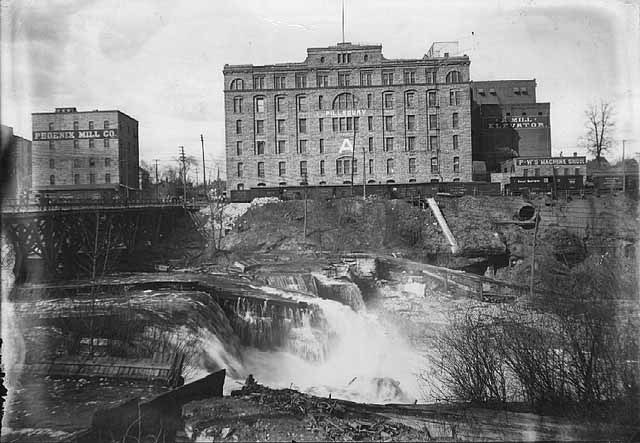
Die Wasserfälle im frühen 20. Jahrhundert.

Die ersten privaten Landansprüche an den Fällen wurden 1838 durch Franklin Steele gestellt, obwohl dieser erst 1847 die nötigen Finanzmittel von 12.000 US-Dollar für einen 90-Prozent-Anteil an dem Grund aufbrachte. Am 18. Mai 1848 genehmigte US-Präsident James Polk die an Saint Anthony gemachten Ansprüche. Steele war nun in der Lage, seinen Staudamm an der Ostseite des Flusses oberhalb der Fälle zu errichten, indem er den östlichen Arm absperrte. Der Damm ragte mit einer Länge von etwa 230 Metern schräg in den Fluss hinein und war knapp fünf Meter hoch und fest mit dem Flussbett verbunden. Die Dicke erreichte an der Basis etwa 12 Meter, an der Krone jedoch nur etwa dreieinhalb Meter. Steele entsandte im Dezember 1847 Holzfällermannschaften an den Crow Wing River, um seine Sägemühle mit Kiefernholz zu versorgen. Am 1. September 1848 begann sein Sägewerk an zwei Vertikalsägen mit der Arbeit. Er konnte sein Holz fertig geschnitten verkaufen und versorgte Bauprojekte in der aufstrebenden Stadt mit Holz. Die neue Ansiedlung bei den Wasserfällen lockte Unternehmer aus Neuengland an, von denen viele Erfahrungen mit der Holzwirtschaft und dem Mühlenwesen mitbrachten. Steele engagierte Ard Godfrey, um die erste Sägemühle an den Wasserfällen aufzubauen und zu leiten. Godfrey wusste, wie man die natürlichen Ressourcen am effektivsten nutzte, vor allem die Wasserfälle und die ausgedehnten Kiefernwälder, um Holzprodukte herzustellen. Godfrey errichtete das erste Haus in St. Anthony. Steele hatte die Grundbucheintragung für die Stadt im Jahre 1849 erledigt, die Stadtgründung selbst erfolgte 1855.
Bis 1854 hatten 300 Besetzer das Westufer des Flusses belegt und 1855 erkannte der Kongress deren Recht auf den Kauf des Landes an, das sie beansprucht hatten. Das Westufer entwickelte sich schnell zu einem Zentrum von neuen Mühlen und Konsortien. Diese bauten einen diagonal nach Norden verlaufenden Damm in den Fluss hinein, der zusammen mit dem Damm Steeles das umgekehrte V-Muster schuf, das noch heute zu sehen ist. Steele gründete 1856 die St. Anthony Falls Water Power Company, zusammen mit drei Teilhabern aus New York City. Die Firma kämpfte für einige Jahre um ihr Überleben, teils wegen der schlechten Beziehungen zwischen den Financiers, teils wegen einer Wirtschaftskrise und wegen des Amerikanischen Bürgerkrieges. Im Jahre 1868 wurde die Firma neustrukturiert, nun unter Beteiligung von John Pillsbury, Richard und Samuel Chute, Sumner Farnham und Frederick Butterfield.
Als Minneapolis und sein früherer Nachbar, St. Anthony, sich entwickelten, wurde die Wasserkraft der Fälle eine Energiequelle für verschiedene Industriezweige. Wasserkraft wurde durch Sägemühlen, Spinnereien und Getreidemühlen genutzt. Die Mühlenbetreiber auf der Uferseite von Minneapolis bildeten ein Konsortium, um Wasserkraft durch das Ableiten von Flusswasser in mit Wasserrädern ausgestattete senkrechte Schächte zu gewinnen. Diese wurden durch den harten Kalkstein in den weichen darunter liegenden Sandstein getrieben und führten das Wasser durch waagrechte Tunnel  dem Fluss unterhalb der Wasserfälle wieder zu. Durch diese Schächte und Tunnel wurden die Kalksteindecke und der Sandsteinuntergrund geschwächt und damit die rückschreitende Erosion zwischen 1857 und 1868 auf acht Meter jährlich beschleunigt. Es drohte deswegen, dass die Wasserfälle rasch den Rand der Kalksteindecke erreichten; sobald der Kalkstein einmal komplett wegerodiert gewesen wäre, hätten sich die Fälle in Stromschnellen verwandeln, die für die Nutzung der Wasserkraft denkbar ungeeignet waren. Die Mühlen auf der Seite von St. Anthony waren weniger gut organisiert und deswegen entwickelte sich die Industrie auf der östlichen Seite des Flusses in einem langsameren Tempo.

### Einsturz des Hennepin-Island-Tunnels von 1869
Die ersten Dämme, die errichtet wurden, um die Wasserkraft zu zähmen, setzten den Kalkstein den Naturkräften durch Einfrieren und Wiederauftauen aus, verschmälerten den Fluss und erhöhten damit die Schäden bei Fluten. Ein Bericht ergab im Jahre 1868, dass eine Strecke von nur knapp 3350 Meter übrigblieb, bevor der Kalkstein vollständig wegerodiert sein würde. Dann würden sich die Fälle in Stromschnellen verwandeln. Zwischenzeitlich hatte die St. Anthony Falls Water Power Company einen Plan der Firma von William W. Eastman und John L. Merriam genehmigt, einen Tunnel unter den Hennepin- und Nicolletinseln zu erbauen, der eine gemeinsame Nutzung des Wassers ermöglichte. Die Realisierung dieses Planes führte am 5. Oktober 1869 zu einem Unglück, als die Kalksteindecke einbrach. Das Leck verwandelte sich in einen reißenden Wasserstrahl, der aus dem Tunnel direkt auf Hennepin Island zu schoss, so dass ein etwa 50 Meter langes Stück der Insel herausgebrochen wurde. In dem Glauben, die Mühlen und die anderen Unternehmen um die Fälle herum würden ruiniert, strömten Hunderte von Gaffern zusammen. Gruppen von Freiwilligen begannen, um das Loch herum ein Wehr zu errichten, indem sie Bäume und Holz hineinwarfen, aber diese Versuche waren wirkungslos. Dann bauten sie ein großes Floß aus den Hölzern, die an der Sägemühle auf Nicollet Island lagerten. Dies funktionierte kurzzeitig, verfehlte aber letztlich seinen Zweck ebenso. Zahlreiche Arbeiter errichteten über Monate hinweg einen Damm, der das Wasser von dem Loch ableiten sollte. Im Jahr darauf empfahl ein Ingenieur aus Lowell, Massachusetts, ein hölzernes Wehr zu errichten, den Tunnel zuzuschütten und niedrige Dämme um die Wasserfälle herum zu bauen, um den Kalkstein nicht weiter dem Wetter auszusetzen. Diese Arbeiten wurden durch die Bundesregierung unterstützt und schließlich 1884 abgeschlossen. Aus Bundesmitteln wurden 615.000 $ zu diesem Zweck ausgegeben, die beiden Städte gaben 334.500 $.

## Schleusen und Dämme

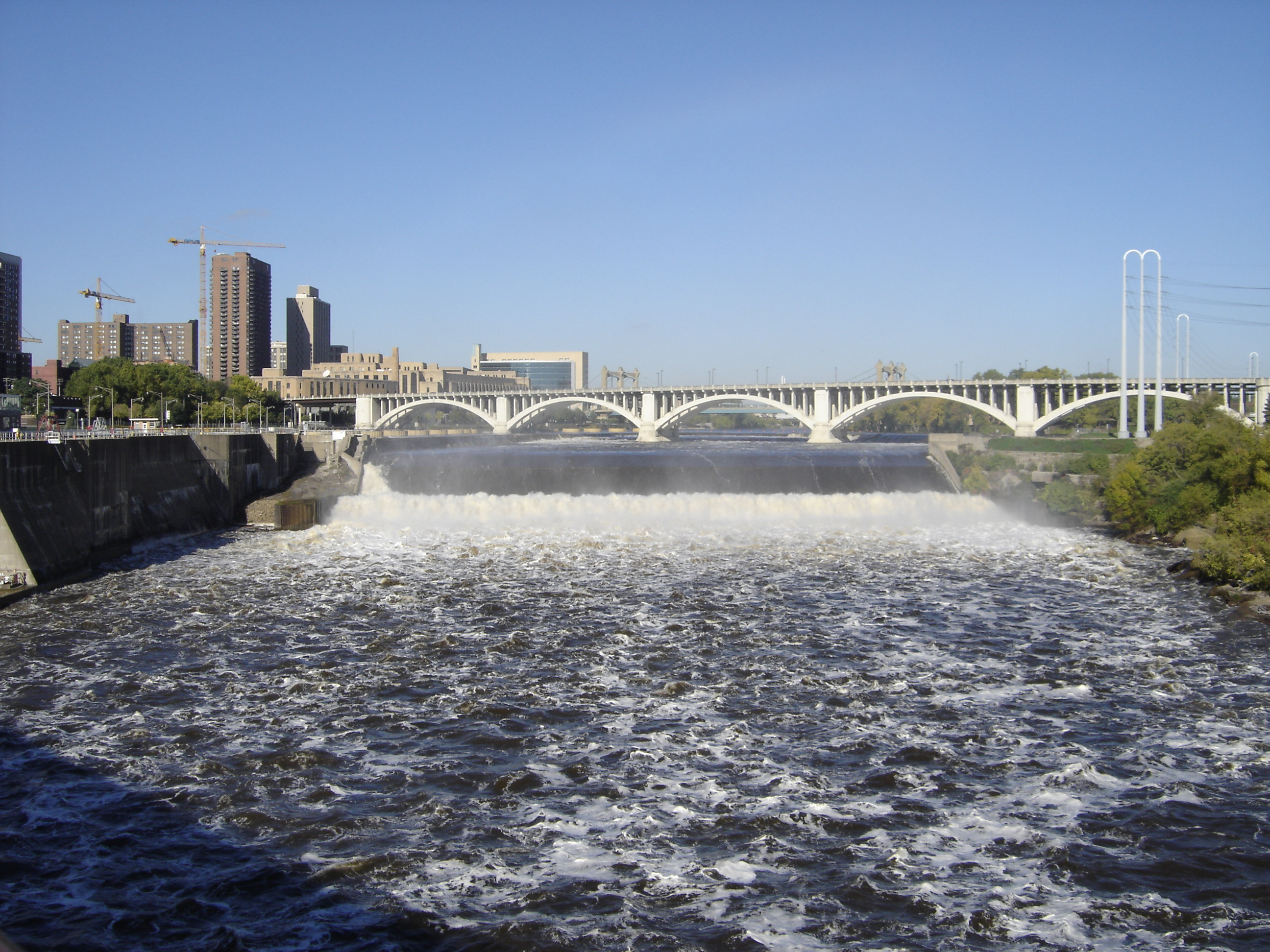
Einer der Dämme an den St.-Anthony-Fällen, fotografiert im Oktober 2005. Eine Schleuse ist links im Bild.

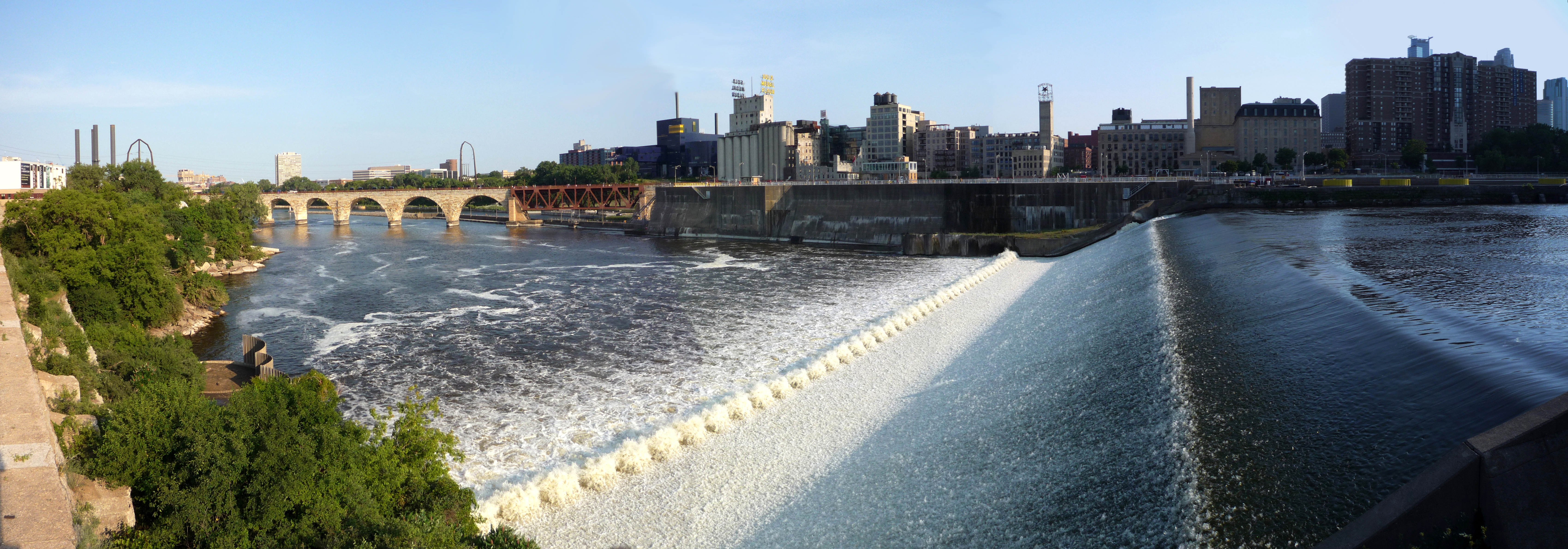
Das Betonwehr oberhalb der St.-Anthony-Fälle.

Die St. Anthony Falls bildeten das obere Ende der wirtschaftlich genutzten Schifffahrt auf dem Mississippi River, bis zwischen 1948 und 1963 durch das United States Army Corps of Engineers zwei Dämme und eine Reihe von Schleusen gebaut wurden. Die Schleusen machten die Schifffahrt oberhalb von Minneapolis möglich, aber aufgrund der geringeren Größe dieser Schleusen im Vergleich zu anderen Mississippi-Schleusen liegt die praktische Schiffbarkeitsgrenze weiter flussabwärts. Nur wenige Schiffe fahren über St. Paul hinaus nach Norden.
Im Jahre 1963 wurde der obere Staudamm fertiggestellt. Es handelt sich um einen hufeisenförmigen  Staudamm, der dem Wasserkraftwerk dient und 28 m hoch ist. Das obere Becken hat eine Normalkapazität von 3.885.000 m³ und ein Normalniveau von 244 m über dem Meeresspiegel. Der Schifffahrtskanal erforderte eine Änderung der historischen Stone Arch Bridge, die nun einen Metallträgerabschnitt aufweist, der es den Schiffen erlaubt, darunter zu passieren.
Bereits 1956 war der untere Staudamm vollendet worden, der 18 m hoch ist und aus einem 84 m langen Betonabflusskanal mit vier Fluttoren besteht. Das untere Becken, manchmal als Zwischenbecken bezeichnet, hat eine Kapazität von 463.000 m³ und liegt 229 m über dem Meeresspiegel.
Das Becken unterhalb des unteren Dammes liegt in einer Normal-Höhe von 221 m über dem Meeresspiegel. Die oberen und unteren Schleusenkammern sind jeweils 17 m breit und 122 m lang.
Obwohl die Fälle meist nicht sehr gefährlich aussehen, ist die Strömung kräftig. Immer wieder  geraten Personen in bedrohliche Situationen. Im Jahre 1991 etwa war ein kleines Boot zu nahe herangedriftet und rutschte über einen Teil des Dammes. Zwei Insassen wurden getötet, zwei weitere mussten durch einen Hubschrauber gerettet werden. Die meisten Rettungen an der Stelle sind weniger dramatisch, passieren dafür aber ziemlich regelmäßig.